# Omloop Het Volk 2002
L'Omloop Het Volk 2002, cinquantaseiesima edizione della corsa, si svolse il 2 marzo per un percorso di 200 km, con partenza a Gent ed arrivo a Lokeren. Fu vinto dal belga Peter Van Petegem della squadra Lotto-Adecco davanti al danese Frank Høj e all'altro belga Michel Vanhaecke.

## Ordine d'arrivo (Top 10)
| Pos. | Corridore         | Squadra                 | Tempo    |
| ---- | ----------------- | ----------------------- | -------- |
| 1    | Peter Van Petegem | Lotto-Adecco            | 4h52'30" |
| 2    | Frank Høj         | Team Coast              | a 4"     |
| 3    | Michel Vanhaecke  | Landbouwkrediet-Colnago | a 16"    |
| 4    | Robbie McEwen     | Lotto-Adecco            | s.t.     |
| 5    | Paolo Bettini     | Mapei-Quick Step        | s.t.     |
| 6    | Kevin Hulsmans    | Mapei-Quick Step        | s.t.     |
| 7    | Andrei Tchmil     | Lotto-Adecco            | s.t.     |
| 8    | Hendrik Van Dyck  | Palmans-Collstrop       | s.t.     |
| 9    | Jo Planckaert     | Cofidis                 | s.t.     |
| 10   | Chris Peers       | Cofidis                 | s.t.     |